# Feleti Sevele

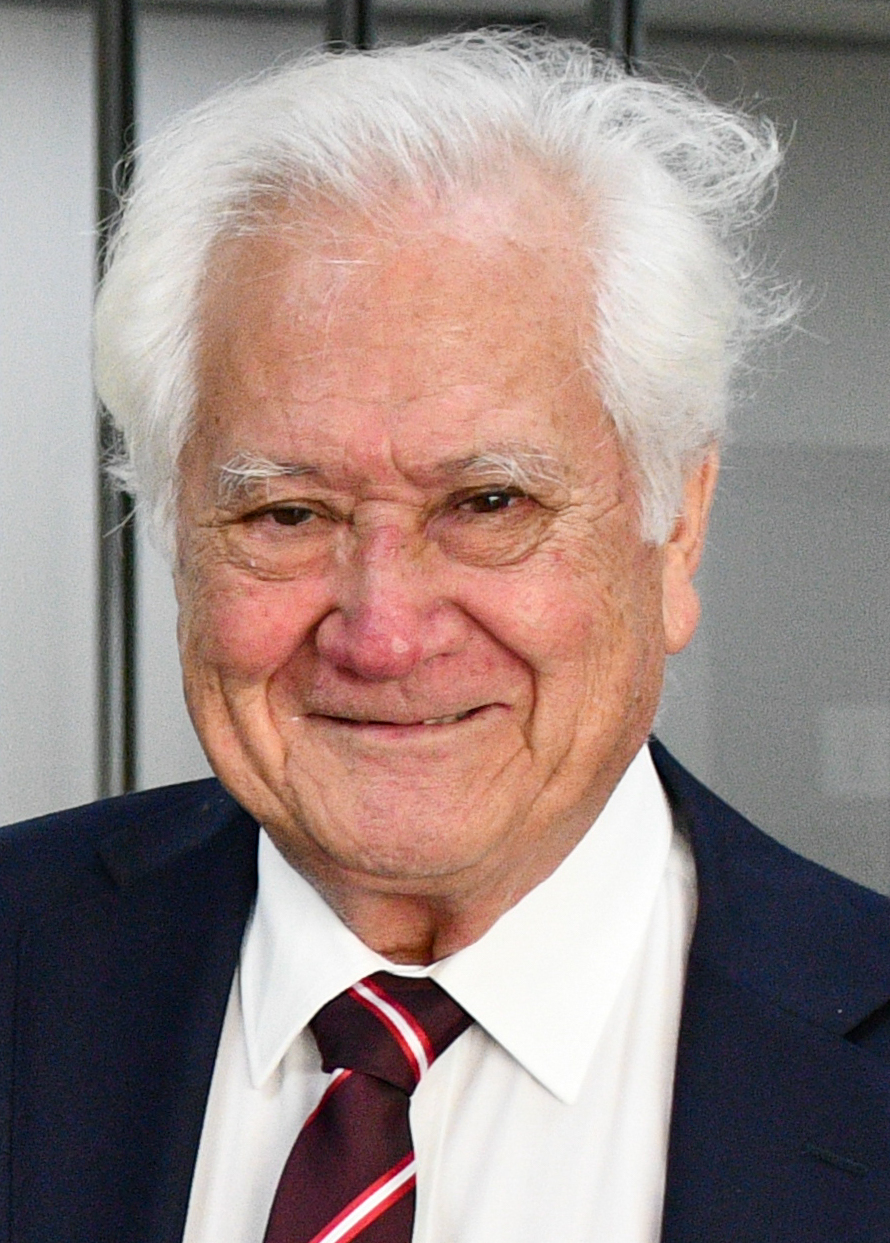
Feleti Sevele (2023)

Frederick Vakaʻuta Sevele (* 7. Juli 1944 in Nukuʻalofa) ist ein tongaischer Politiker. Er war von 2006 bis 2010 der Premierminister von Tonga.
Seine Ausbildung begann mit dem Besuch des Apifoʻou College in Tonga. Danach ging er auf den Fidschi-Inseln in das St John’s College in Levuka auf der Insel Ovalau und später auf die Marist Brothers High School in Suva. Danach besuchte er das St Bede’s College in Christchurch in Neuseeland, bevor er auf die University of Canterbury wechselte.
Er wurde 1999 als einer von neun Volksvertretern in die Fale Alea gewählt und in den Jahren 2002 und 2005 wiedergewählt. Er wurde zum Handels-, Arbeits- und Industrieminister berufen. In dieser Funktion ermöglichte er durch geschickte Verhandlungen Tongas Beitritt zur Welthandelsorganisation im Dezember 2005. Am Anfang des Jahres 2006 legte er dem Kabinett als Antwort auf den Streik des öffentlichen Dienstes 2005 einen Gesetzentwurf zum Arbeitsverhältnis öffentlicher Angestellter (Employment Relations Bill) vor, basierend auf der gleichnamigen fidschianischen Gesetzesvorlage.
Nach dem überraschenden Rücktritt von Prinz ʻAhoʻeitu ʻUnuakiʻotonga Tukuʻaho am 11. Februar 2006 wurde er Premierminister. Dies geschah sechs Monate nach einer Serie prodemokratischer Proteste, die eine geringere Rolle des Königshauses in der Politik forderten. Seveles Stellung als Premierminister wurde von König Taufaʻahau Tupou IV. für rechtsgültig erklärt, als dieser Sevele zum ersten bürgerlichen Premierminister Tongas berief. Sevele war der erste Regierungschef des Landes, der nicht adelig war. Bei den Wahlen 2010 kandidierte er nicht mehr. Nach dem Ende seiner Amtszeit wurde er von König George Tupou V. in den Adelsstand erhoben.